# Lista odcinków serialu Królestwo zwierząt
Poniżej znajduje się lista odcinków serialu telewizyjnego Królestwo zwierząt – emitowanego przez amerykańską stację telewizyjną  TNT od 14 czerwca 2016 roku. W Polsce Królestwo zwierząt jest udostępnione w ramach usługi VOD Seriale+ platformy nc+ od 1 października 2016 roku a następnie emitowany na TNT Polska od 16 października 2017 roku.
| Sezon | Sezon | Odcinki | Oryginalna emisja | Oryginalna emisja | Oryginalna emisja    | Oryginalna emisja | Oryginalna emisja |
| Sezon | Sezon | Odcinki | Premiera sezonu   | Finał sezonu      | Premiera sezonu      | Finał sezonu      |                   |
| ----- | ----- | ------- | ----------------- | ----------------- | -------------------- | ----------------- | ----------------- |
|       | 1     | 10      | 14 czerwca 2016   | 9 sierpnia 2016   | 16 października 2017 | 13 listopada 2017 |                   |
|       | 2     | 13      | 30 maja 2017      | 29 sierpnia 2017  | 1 stycznia 2018      | 12 lutego 2018    |                   |
|       | 3     | 13      | 29 maja 2018      | 21 sierpnia 2018  |                      |                   |                   |
|       | 4     | 13      | 28 maja 2019.     | 20 sierpnia 2019  |                      |                   |                   |

## Sezon 1 (2016)
| Nr | #  | Tytuł                      | Reżyseria           | Scenariusz     | Premiera TNT    | Premiera TNT Polska  |
| -- | -- | -------------------------- | ------------------- | -------------- | --------------- | -------------------- |
| 1  | 1  | Pilot                      | John Wells          | Jonathan Lisco | 14 czerwca 2016 | 16 października 2017 |
| 2  | 2  | We Don't Hurt People       | John Wells          | Jonathan Lisco | 14 czerwca 2016 | 16 października 2017 |
| 3  | 3  | Stay Close, Stick Together | Christopher Chulack | Eliza Clark    | 21 czerwca 2016 | 23 października 2017 |
| 4  | 4  | Dead to Me                 | Karen Gaviola       | Etan Frankel   | 28 czerwca 2016 | 23 października 2017 |
| 5  | 5  | Flesh is Weak              | Christopher Chulack | Megan Martin   | 5 lipca 2016    | 30 października 2017 |
| 6  | 6  | Child Care                 | Regina King         | Etan Frankel   | 12 lipca 2016   | 30 października 2017 |
| 7  | 7  | Goddamn Animals            | Tim Southam         | Eliza Clark    | 19 lipca 2016   | 6 listopada 2017     |
| 8  | 8  | Man In                     | Larry Teng          | Megan Martin   | 26 lipca 2016   | 6 listopada 2017     |
| 9  | 9  | Judas Kiss                 | Christopher Chulack | John Wells     | 2 sierpnia 2016 | 13 listopada 2017    |
| 10 | 10 | What Have You Done?        | Jonathan Lisco      | John Wells     | 9 sierpnia 2016 | 13 listopada 2017    |

## Sezon 2 (2017)
| Nr | #  | Tytuł                                             | Reżyseria           | Scenariusz                  | Premiera TNT     | Premiera TNT Polska |
| -- | -- | ------------------------------------------------- | ------------------- | --------------------------- | ---------------- | ------------------- |
| 11 | 1  | 'Rozłam' Eat What You Kill                        | Christopher Chulack | Jonathan Lisco              | 30 maja 2017     | 1 stycznia 2018     |
| 12 | 2  | 'Karma' Karma                                     | Thomas Carter       | Eliza Clark                 | 6 czerwca 2017   | 1 stycznia 2018     |
| 13 | 3  | ' Krwawica' Bleed for It                          | J. Michael Muro     | Megan Martin                | 13 czerwca 2017  | 8 stycznia 2018     |
| 14 | 4  | 'Połamane deski' Broken Boards                    | Emmy Rossum         | Etan Frankel                | 20 czerwca 2017  | 8 stycznia 2018     |
| 15 | 5  | 'Odpuść nam nasze winy' Forgive Us Our Trespasses | Laura Innes         | T.J. Brady & Rasheed Newson | 27 czerwca 2017  | 15 stycznia 2018    |
| 16 | 6  | ' Cry Havoc' Cry Havoc                            | Larry Teng          | Jonathan Lisco              | 11 lipca 2017    | 15 stycznia 2018    |
| 17 | 7  | 'Grób' Dig                                        | David Rodriguez     | Eliza Clark                 | 18 lipca 2017    | 22 stycznia 2018    |
| 18 | 8  | 'Tropy' Grace                                     | Cherie Nowlan       | Megan Martin                | 25 lipca 2017    | 22 stycznia 2018    |
| 19 | 9  | 'Przygotowania' Custod                            | Hary Goldman        | Etan Frankel                | 1 sierpnia 2017  | 29 stycznia 2018    |
| 20 | 10 | 'Skarb' Treasure                                  | Josef Wladyka       | T.J. Brady, Rasheed Newson  | 8 sierpnia 2017  | 29 stycznia 2018    |
| 21 | 11 | 'Okup' The Leopard                                | Michael Morris      | Eliza Clark                 | 15 sierpnia 2017 | 5 lutego 2018       |
| 22 | 12 | 'Można się załamać' You Will Be Gutted            | Larry Teng          | Jonathan Lisco              | 22 sierpnia 2017 | 5 lutego 2018       |
| 23 | 13 | 'Zdrada ' Betrayal                                | John Wells          | John Wells                  | 29 sierpnia 2017 | 12 lutego 2018      |

## Sezon 3 (2018)
| Nr | #  | Tytuł                | Reżyseria       | Scenariusz        | Premiera TNT     | Premiera TNT Polska |
| -- | -- | -------------------- | --------------- | ----------------- | ---------------- | ------------------- |
| 24 | 1  | The Killing          | John Wells      | John Wells        | 29 maja 2017     |                     |
| 25 | 2  | In the Red           | David Rodriguez | Eliza Clark       | 5 czerwca 2018   |                     |
| 26 | 3  | The Center Will Hold | Alex Zakrzewski | Daniele Nathanson | 12 czerwca 2018  |                     |
| 27 | 4  | Wolves               | James Hanlon    | Bradley Paul      | 19 czerwca 2018  |                     |
| 28 | 5  | Prey                 | Megan Griffiths | Addison McQuigg   | 26 czerwca 2018  |                     |
| 29 | 6  | Broke From the Box   | Mark Strand     | Matt Kester       | 3 lipca 2018     |                     |
| 30 | 7  | Low Man              | Cherie Nowlan   | Eliza Clark       | 10 lipca 2018    |                     |
| 31 | 8  | Incoming             | David Rodriguez | Daniele Nathanson | 17 lipca 2018    |                     |
| 32 | 9  | Liberated            | Nick Copus      | Bradley Paul      | 24 lipca 2018    |                     |
| 33 | 10 | Off the T...         | Larry Teng      | Addison McQuigg   | 31 lipca 2018    |                     |
| 34 | 11 | Jackpot              | Shawn Hatosy    | Matt Kester       | 7 sierpnia 2018  |                     |
| 35 | 12 | Homecoming           | David Rodriguez | Eliza Clark       | 14 sierpnia 2018 |                     |
| 36 | 13 | The Hyenas           | Chris Chulack   | John Wells        | 21 sierpnia 2018 |                     |

## Sezon 4 (2019)
| Nr | #  | Tytuł          | Reżyseria       | Scenariusz          | Premiera TNT     | Premiera TNT Polska |
| -- | -- | -------------- | --------------- | ------------------- | ---------------- | ------------------- |
| 37 | 1  | Janine         | John Wells      | Eliza Clark         | 28 maja 2019     |                     |
| 38 | 2  | Angela         | John Wells      | Daniele Nathanson   | 4 czerwca 2019   |                     |
| 39 | 3  | Man Vs. Rock   | Solvan Naim     | Bradley Paul        | 11 czerwca 2019  |                     |
| 40 | 4  | Tank           | Megan Griffiths | Addison McQuigg     | 18 czerwca 2019  |                     |
| 41 | 5  | Reap           | Cherie Nowlan   | Matt Kester         | 25 czerwca 2019  |                     |
| 42 | 6  | Into the Black | Loren Yaconelli | Bill Balas          | 2 lipca 2019     |                     |
| 43 | 7  | Know Thy Enemy | Laura Belsey    | Vanessa Baden Kelly | 9 lipca 2019     |                     |
| 44 | 8  | Ambo           | David Rodriguez | Bradley Paul        | 16 lipca 2019    |                     |
| 45 | 9  | SHTF           | Janice Cook     | Eliza Clark         | 23 lipca 2019    |                     |
| 46 | 10 | Exit Strategy  | Nick Copus      | Matt Kester         | 30 lipca 2019    |                     |
| 47 | 11 | Julia          | Shawn Hatosy    | Daniele Nathanson   | 6 sierpnia 2019  |                     |
| 48 | 12 | Ghosts         | John Wells      | John Wells          | 13 sierpnia 2019 |                     |
| 49 | 13 | Smurf          | David Rodriquez | Eliza Clark         | 20 sierpnia 2019 |                     |